# Hermione Gingold
Hermione Ferdinanda Gingold (Londres, 9 de desembre de 1897 – Nova York, 24 de maig de 1987) va ser una actriu anglesa coneguda per la seva personalitat excèntrica, i que va actuar en el teatre, la ràdio, el cinema, la televisió, i en enregistraments discogràfics.

## Biografia
El seu veritable nom era Hermione Ferdinanda Gingold, i va néixer a Londres, Anglaterra. Era filla del financer d'origen jueu nascut a Viena James Gingold, i de Kate Walter o Walters, mestressa de casa nascuda a Anglaterra. Per part paterna, descendia del cèlebre Solomon Sulzer, un famós cantant i compositor jueu de Viena. Gingold va ser amiga d'infància de Noël Coward.
Es va iniciar en el teatre el 1909. Va actuar en peces de Shakespeare com El mercader de Venècia i Troilos i Crèssida i va treballar com a suplent de l'actor Charles Hawtrey. En la dècada de 1930, es va fer famosa per la seva participació en revistes musicals. Es va casar amb el publicista britànic Michael Joseph el 1918, amb qui va tenir dos fills, Stephen i Leslie. Després del seu divorci el 1926, es va casar amb l'escriptor i lletrista Eric Maschwitz, de qui es va divorciar el 1945.
Gingold va ser presentada als soldats nord-americans durant la Segona Guerra Mundial per mitjà de la revista londinenca Sweet and Low. Després de traslladar-se als Estats Units el 1951, Gingold va aconseguir també allí un gran èxit. Va guanyar un Globus d'Or a la millor actriu secundària pel seu treball en la pel·lícula de 1958 Gigi, en la qual interpretava Madame Álvarez, l'àvia de Gigi. Va cantar "I Remember it Well" amb Maurice Chevalier. Va substituir Jo Van Fleet com la tremendament possessiva mare en l'obra del dramaturg americà d'origen jueu Arthur Kopit Oh Dad, Poor Dad, Mama's Hung You in the Closet and I'm Feelin' So Sad (1963), representada a Broadway i també a Londres, i el paper de la qual va ser interpretat en el film de 1967 per Rosalind Russell.
Gingold va ser l'estirada esposa de l'alcalde en The Music Man (1962), protagonitzada per Robert Preston i Shirley Jones, i va formar part del repartiment original de la representació a Broadway el 1973 de A Little Night Music de Stephen Sondheim, amb el paper de Madame Armfeldt, personatge que va tornar a interpretar en la poc reeixida versió cinematogràfica de l'obra.
El 1977, amb el director Karl Böhm, va guanyar un Grammy al millor àlbum per a nens per la seva participació en l'obra de Prokofiev Pere i el llop i en la de Saint-Saëns Carnestoltes dels animals. Va intervenir amb regularitat en programes televisius, especialment en el de Jack Paar. Mentre viatjava com a narradora en el xou de Stephen Sondheim Side By Side By Sondheim va ensopegar en una estació de ferrocarril i va quedar prostrada al llit. Poc després, el 1987 i amb 89 anys, es va morir per motius cardíacs i a causa d'una pneumònia. Està enterrada en el cementiri Forest Lawn Memorial Park, a Glendale, Califòrnia.

## Filmografia
Filmografia:
- Danse Pretty Lady (1932)
- Someone at the Door (1936)
- Merry Comes to Town (1937)
- Meet Mr. Penny (1938)
- The Butler's Dilemma (1943)
- Cosh Boy (1952)
- The Pickwick Papers (1952)
- Our Girl Friday (1953)
- La volta al món en vuitanta dies (1956)
- Gigi (1958)
- Em vaig enamorar d'una bruixa (Bell, Book and Candle) (1958)
- The Naked Edge (1961)
- The Music Man (1962)
- Gai Purr-ee (1962) (veu)
- The World of Henry Orient (1964) (escenes esborrades)
- I'd Rather Be Rich (1964)
- Harvey Middleman, Fireman (1965)
- The Itch (1965) (curt) (veu)
- Promet-li qualsevol cosa (Promise Her Anything) (1965)
- Munster, Go Home (1966)
- Jules Verne's Rocket to the Moon (1967)
- Tubby the Tuba (1976) (veu)
- Melodia nocturna (A Little Night Music) (1978)
- Garbo Talks (1984)

## Treball televisiu
- The Jack Paar Tonight Show (amb freqüència entre 1958 i 1962)
- The Johnny Carson Tonight Show
- Beyond the Fringe (1967) (cancel·lada després de 14 episodis)
- Winter of the Witch (1969)
- Banyon (1971) (episodi pilot)
- Simple Gifts (1977) (veu)
- Amy & the Angel (1982)
- How to Be a Perfect Person in Just Three Days (1983)

## Premis i nominacions

### Premis
- 1959: Globus d'Or a la millor actriu secundària per Gigi
- 1977: Grammy a la millor gravació infantil per Prokofiev: Peter and the Wolf

### Nominacions
- 1963: Globus d'Or a la millor actriu secundària per The Music Man